# Yoshiyuki Okamura
Yoshiyuki Okamura (Saku, 16 de junho 1947) também conhecido como Buronson ou Sho Fumimura, é um roteirista e escritor de mangá japonês, sendo Hokuto no Ken o seu trabalho mais conhecido. O apelido de Buronson é uma tradução japonesa do nome de Charles Bronson, ator americano, que usa um bigode parecido.

## História
Buronson nasceu em Saku, Nagano em 1947. Ele se formou na Escola de Treinamento da Força Aérea Japonesa em 1967 e serviu como um mecânico de radar da força aérea. Em 1969 ele foi desmembrado da Marinha Imperial Japonesa e foi logo contratado por Hiroshi Motomiya como um assistente de mangá. Ele começou  sua carreira como roterista no mangá Pink Punch: Miyabi em 1972, desenhado por Goro Sakai. Em 1975 Buronson escreveu o seu primeiro grande hit The Doberman Detective, desenhado por Shinji Hiramatsu. 
Seu maior sucesso foi Hokuto no Ken (Fist of North Star) em 1983, desenhado por Tetsuo Hara. Sua inspiração para escrever Hokuto no Ken foi o mundo pós-apocalitico de Mad Max e artes marciais dos filmes do Bruce Lee.[carece de fontes?] Em 1989, Oh-Roh foi lançado como um mangá seriado pela revista Animal Magazine, desenhado por Kentarou Miura, e em 1990 foi lançado a sequência Oh-Roh Den, pelo mesmo artista. Buronson também colaborou com o desenhista de mangá Ryoichi Ikegami em diversos trabalhos, tais como Strain, Human e Sanctuary.
É mentor de Kentaro Miura, Hirohiko Araki, Yoshihiro Togashi e outros mangakás.[carece de fontes?] É colecionador de cerâmicas chinesas.[carece de fontes?]

## Trabalhos
- Pink Punch: Miyabi (1972)
- The Doberman Detective (1975, 18 volumes, art by Shinji Hiramatsu)
- Hokuto no Ken (from 1983 to 1988, 27 volumes, art by Tetsuo Hara)
- Oh-Roh (1989, art by Kentaro Miura)
- Oh-Roh Den (1990,art by Kentaro Miura)
- Japan (1992, 1 volume, art by Kentaro Miura)
- Mushimushi Korokoro (from 1993 to 1996, 11 volumes, art by Tsuyoshi Adachi)
- Strain (from 1997 to 1998, 5 volumes, art by Ryoichi Ikegami)
- Human
- Heat (from 1999 tome 2004, 17 volumes, art by Ryoichi Ikegami)
- Sanctuary (from 1990 to 1995, 12 volumes, art by Ryoichi Ikegami)
- The Phantom Gang
- Go for break (2000, 3 volumes, art by Tsuyoshi Adachi)
- Rising Sun (2002, 3 volumes, art by Tokihiko Matsuura)
- Gokudo Girl (from 2003 to 2004, 5 volumes, art by Hara Hidenori)
- Fist of the Blue Sky (2001 till now, 14 volumes (ongoing),art by Tetsuo Hara)